# EPRA-index
De EPRA-index (voluit European Public Real Estate Association index) is een beursindex die wereldwijd wordt gebruikt om de prestaties van beursgenoteerde vastgoedbedrijven en REITs (Real estate investment trusts) te vergelijken. Deze index wordt mee opgesteld door het EPRA.